# Нешто о чему се може говорити
„Нешто о чему се може говорити” је југословенски ТВ филм из 1964. године. Режирао га је Сава Мрмак а сценарио је написао Еден Филпотс

## Улоге
| Глумац            | Улога |
| ----------------- | ----- |
| Веља Бошковић     |       |
| Карло Булић       |       |
| Рахела Ферари     |       |
| Душан Голумбовски |       |
| Соња Хлебш        |       |
| Предраг Лаковић   |       |
| Станислава Пешић  |       |
| Виктор Старчић    |       |